# Старое Мокшино
Старое Мокшино (тат. Иске Мукшы, чув. Мӑкшӑел) — село в Аксубаевском районе республики Татарстан. Входит в состав Мюдовского сельского поселения.

## География
Село находится на реке Большая Сульча в 21 километрах к югу от Аксубаево, примыкает к посёлку Мюд (на западе).
Старое Мокшино находится в часовой зоне МСК (московское время). Смещение применяемого времени относительно UTC составляет +3:00.

## История
Основано в 1697 г. По Ландратской книге 1716 года это была чисто чувашская деревня. В XVIII — 1-й половине XIX вв. жители относились к категории государственных крестьян. Занимались земледелием, разведением скота. В начале XX в. в селе функционировали Троицкая церковь, земская школа (была открыта в 1870-х гг.), мельница, 1 казённая винная и 4 мелочные лавки, базар по четвергам. В этот период земельный надел сельской общины составлял 2563 десятины.
До 1920 года село входило в Старо-Мокшинскую волость Чистопольского уезда Казанской губернии, с 1920 года находилось в составе Чистопольского кантона Татарской АССР. С 10 августа 1930 года находилось в Аксубаевском, с 10 февраля 1935 года — в Тельманском, с 16 июля 1958 года — в Аксубаевском, с 1 февраля 1963 года — в Октябрьском, с 12 января 1965 года — в Аксубаевском районах.
Число жителей: в 1782 г. — 222 души мужского пола, в 1859 г. — 883, в 1897 г. — 1379, в 1908 г. — 1591, в 1920 г. — 1793, в 1926 г. — 1345, в 1938 г. — 1112, в 1949 г. — 931, в 1958 г. — 772, в 1970 г. — 850, в 1979 г. — 755, в 1989 г. — 523, в 2002 г. — 512 чел. (чувашей — 68 %, русских — 28 %), в 2008 г. — 480 жителей.
Полеводство, мясомолочное скотоводство.
Агролицей, клуб, библиотека.

## Население
По состоянию на 2014 год в селе проживало 453 человек.